# Овсянников, Юрий Сергеевич
Юрий Сергеевич Овсянников (род. 13 декабря 1937, Оренбург, РСФСР, СССР — 17 декабря 2009, Тирасполь, Приднестровская Молдавская Республика) — приднестровский государственный деятель. Министр внутренних дел Приднестровской Молдавской Республики с июля 1992 по апрель 1994. Министр юстиции Приднестровской Молдавской Республики с ноября 1994 по август 2000. Генерал-полковник милиции.

## Биография
Родился 13 ноября 1937 в городе Оренбурге.

### Образование
- В 19?? окончил Горьковскую высшую партийную школу,
- В 19?? окончил Киевскую высшую школу МВД,
- В 19?? окончил Академию МВД СССР, был слушателем курсов «Теоретические и практические проблемы совершенствования управления в органах внутренних дел».

### Карьера
С 1969 по 1972 — заместитель командира дивизиона по политико-воспитательной работе отдельного оперативного дивизиона милиции УВД Кишинёвского горисполкома Молдавской ССР.
С 1972 по 1973 — заместитель командира дивизиона охраны Отдела вневедомственной охраны при ОВД Фрунзенского райисполкома Кишинёва.
С 1973 по 1975 — старший инструктор по политико-воспитательной работе УВД Кишинёвского горисполкома.
С 1975 по 1983 — начальник Штаба УВД Кишинёвского горисполкома.
С 1983 по 1984 — старший инспектор группы по гражданской обороне; позже переведён на должность начальника штаба — начальника дежурной части Молдавского УВД на транспорте МВД СССР.
С 1984 по 1987 — начальник группы Молдавского УВД на транспорте МВД СССР.
С 1987 по 1989 — в распоряжение Представительства МВД СССР при Демократической Республике Афганистан.
С 1989 по 1991 — заместитель начальника Организационно-инспекторского отдела МВД МССР.
С 1991 по 1992 — первый заместитель начальника Управления внутренних дел Приднестровской Молдавской Республики.
С июля 1992 по апрель 1994 — начальник Республиканского УВД Приднестровской Молдавской Республики, впоследствии — Министр внутренних дел Приднестровской Молдавской Республики.
С ноября 1994 по август 2000 — Министр юстиции Приднестровской Молдавской Республики. С 2000 на пенсии.
Скончался 17 декабря 2009, на 73-м году жизни.

## Классный чин
- Государственный советник юстиции 1-го класса.

## Звание
- генерал-полковник милиции.

## Награды
Иностранные награды:
- Орден «Боевое Красное Знамя» (ДРА)
- Медаль «10 лет Афганской революции» (ДРА)

Награды СССР:
- Орден Красной Звезды (СССР)
- Медаль «Войну-интернационалисту» (СССР)

Награды ПМР:
- Орден «За личное мужество» (ПМР)
- Орден Почёта (ПМР)
- Медаль «За верность Долгу и Отечеству»
- Медаль «За трудовую доблесть» (ПМР)
- Медаль «Участнику миротворческой операции в Приднестровье»
- Юбилейная медаль «10 лет Приднестровской Молдавской Республике»
- ещё пятью медалями СССР и ПМР